# Strasjimirovo
Strasjimirovo (Bulgaars: Страшимирово) is een dorp in het oosten van Bulgarije. Het dorp is gelegen in de gemeente Beloslav, oblast Varna. Het dorp ligt 13 km ten westen van Varna en 363 km ten noordoosten van Sofia. 

## Bevolking
Op 31 december 2020 telde het dorp Strasjimirovo 917 inwoners, een aantal dat sinds 1985 relatief stabiel is gebleven.
| Bevolkingsontwikkeling tussen 1934 en 2020          |
| --------------------------------------------------- |
|                                                     |
| Bron: Nationaal Statistisch Instituut van Bulgarije |

In het dorp wonen nagenoeg uitsluitend etnische Bulgaren. In 2011 verklaarden 856 van de 880 ondervraagden zichzelf als etnische Bulgaren, oftewel 97,3%. Er was ook een kleine minderheid van etnische Turken aanwezig (23 personen, oftewel 2,6%).
| Etnische samenstelling van de respondenten (2011) | Etnische samenstelling van de respondenten (2011) | Etnische samenstelling van de respondenten (2011) | Etnische samenstelling van de respondenten (2011) | Etnische samenstelling van de respondenten (2011) |
| ------------------------------------------------- | ------------------------------------------------- | ------------------------------------------------- | ------------------------------------------------- | ------------------------------------------------- |
|                                                   |                                                   |                                                   |                                                   |                                                   |
| Bulgaren                                          | Bulgaren                                          |                                                   | 97,3%                                             | 97,3%                                             |
| Turken                                            | Turken                                            |                                                   | 2,6%                                              | 2,6%                                              |
| Roma                                              | Roma                                              |                                                   | 0,0%                                              | 0,0%                                              |
| Anders/Onbekend                                   | Anders/Onbekend                                   |                                                   | 0,1%                                              | 0,1%                                              |